# Albi fuori serie di Zagor
Gli albi fuori serie di Zagor sono pubblicazioni che esulano dalla serie regolare di Zagor, che la Sergio Bonelli Editore ha affiancato alle storie inedite con cadenza perlopiù annuale. L'elenco comprende i seguenti:
- Speciale Zagor, albi con cadenza annuale di formato consueto, ma con un numero maggiore di pagine. Ad essi viene allegato, fino al numero 11, un piccolo volumetto.[N 1]
- Maxi Zagor, albi dapprima annuali, poi semestrali, indi quadrimestrali, infine trimestrali e di consueto formato e crescente numero di pagine.
- Zagor più, albi trimestrali, di consueto formato e maggior numero di pagine;
- Almanacco dell'Avventura, albi annuali della Collana Almanacchi, i quali, oltre a contenere una storia completa, includono anche le recensioni cinematografiche e letterarie delle novità riguardanti l'avventura;
- Speciale Cico, spin-off dedicato a Cico e ai suoi antenati, dal taglio comico-surreale. Fino al n. 9 gli albi erano supplementi a Zenith Gigante, dal n. 10 nacque la serie Speciale Cico vera e propria. Il primo di questi albi fuori serie, Cico Story, che vendette 173 861 copie[senza fonte], è dell'estate 1979. La serie proseguì con cadenza annuale, dal 1995 al 1998 divenne semestrale per poi tornare annuale dal 1999. Si è conclusa nel 2007. Tuttavia nel 2017 sono state pubblicate altre storie umoristiche auto-conclusive su Cico, dal titolo Cico a spasso nel tempo mentre nel 2021, per il sessantennale zagoriano, è uscito un ulteriore albo, dal titolo Provaci ancora, Cico.
- Albo gigante, albi annuali di grande formato. La collana fu inaugurata nel maggio 2011 per festeggiare i 50 anni di Zagor.
- Color Zagor, pubblicazione con cadenza annuale, iniziata il 1º agosto 2013. Gli albi sono di 132 pagine interamente a colori. In ogni speciale Color Zagor verrà portato alla ribalta un importante personaggio del microcosmo zagoriano, sul quale saranno imbastite storie destinate a lasciare il segno.
- Cico a spasso nel tempo, miniserie di sei albi a colori di 68 pagine che vede come Cico protagonista suo malgrado di un viaggio attraverso diverse epoche storiche.
- Zagor - Le origini, miniserie di sei albi a colori di 68 pagine, pubblicati tra maggio e ottobre del 2019. La serie rivisita e approfondisce le origini del personaggio viste nei numeri 55 e 56 della serie regolare e Speciale Zagor numero 7.
- Darkwood novels, altra miniserie di sei albi in bianco e nero di 68 pagine. La serie indaga sul lato più intimo dell'eroe di Darkwood.[1]

## Speciale Zagor
Le copertine vennero realizzate da Gallieno Ferri fino al n. 28 del marzo 2016 e poi da Alessandro Piccinelli.
| n. | Titolo                           | Pubblicato il | Soggetto                                          | Sceneggiatura                                     | Disegni |
| -- | -------------------------------- | ------------- | ------------------------------------------------- | ------------------------------------------------- | --- |
| 1  | Zagor alla riscossa!             | giugno 1988   | Marcello Toninelli                                | Marcello Toninelli                                | Gallieno Ferri |
| 2  | La pietra che uccide             | giugno 1989   | Marcello Toninelli                                | Marcello Toninelli                                | Gallieno Ferri |
| 3  | La città sopra il mondo          | giugno 1990   | Marcello Toninelli                                | Marcello Toninelli                                | Gallieno Ferri |
| 4  | La fiamma nera                   | giugno 1991   | Mauro Boselli                                     | Mauro Boselli                                     | Gallieno Ferri |
| 5  | Il segreto di Cristoforo Colombo | giugno 1992   | Moreno Burattini                                  | Moreno Burattini                                  | Gallieno Ferri |
| 6  | La congiura degli dei            | giugno 1993   | Mauro Boselli                                     | Mauro Boselli                                     | Carlo Raffaele Marcello |
| 7  | La leggenda di Wandering Fitzy   | aprile 1995   | Maurizio Colombo                                  | Moreno Burattini                                  | Gallieno Ferri |
| 8  | Anima Nera                       | aprile 1996   | Mauro Boselli Maurizio Colombo                    | Mauro Boselli Maurizio Colombo                    | Gallieno Ferri |
| 9  | L'Angelo della Morte             | aprile 1997   | Mauro Boselli                                     | Mauro Boselli                                     | Maurizio Dotti |
| 10 | I cavalieri del Graal            | aprile 1998   | Moreno Burattini                                  | Moreno Burattini                                  | Gallieno Ferri |
| 11 | Il Principe degli Elfi           | aprile 1999   | Mauro Boselli                                     | Mauro Boselli                                     | Marco Torricelli |
| 12 | Avventura in Canada              | aprile 2000   | Mauro Boselli                                     | Mauro Boselli                                     | Carlo Raffaele Marcello |
| 13 | Darkwood anno zero               | aprile 2001   | Moreno Burattini                                  | Moreno Burattini                                  | Gallieno Ferri |
| 14 | Soldati fantasma                 | aprile 2002   | Moreno Burattini                                  | Moreno Burattini                                  | Carlo Raffaele Marcello |
| 15 | Palude mortale                   | maggio 2003   | Moreno Burattini                                  | Moreno Burattini                                  | Alessandro Chiarolla |
| 16 | La setta cinese                  | aprile 2004   | Paolo Pelò                                        | Paolo Pelò                                        | Marco Torricelli |
| 17 | L'orda selvaggia                 | maggio 2005   | Francesco Moretti                                 | Francesco Moretti                                 | Roberto D'Arcangelo |
| 18 | La maledizione del Poseidon      | aprile 2006   | Vittorio Sossi                                    | Moreno Burattini                                  | Gallieno Ferri |
| 19 | Il maleficio di Anulka           | maggio 2007   | Moreno Burattini                                  | Moreno Burattini                                  | Marcello Mangiantini |
| 20 | La pista degli assassini         | maggio 2008   | Luigi Mignacco                                    | Luigi Mignacco                                    | Marco Torricelli |
| 21 | Il sepolcro dello stregone       | maggio 2009   | Diego Paolucci                                    | Diego Paolucci                                    | Alessandro Chiarolla |
| 22 | La luna degli scheletri          | aprile 2010   | Jacopo Rauch                                      | Jacopo Rauch                                      | Oliviero Gramaccioni |
| 23 | La danza degli spiriti           | marzo 2011    | Mirko Perniola                                    | Mirko Perniola                                    | Marcello Mangiantini |
| 24 | Sangue nero                      | marzo 2012    | Mirko Perniola                                    | Mirko Perniola                                    | Gaetano e Gaspare Cassaro |
| 25 | L'uomo di Maverick               | marzo 2013    | Antonio Zamberletti                               | Antonio Zamberletti                               | Marcello Mangiantini |
| 26 | Risvegli                         | marzo 2014    | Moreno Burattini                                  | Moreno Burattini                                  | Emanuele Barison |
| 27 | Christopher deve Morire          | marzo 2015    | Moreno Burattini                                  | Lorenzo Bartoli                                   | Walter Venturi |
| 28 | La banda dei cinque              | marzo 2016    | Roberto Altariva                                  | Roberto Altariva                                  | Alessandro Chiarolla |
| 29 | La nave del mistero              | marzo 2017    | Giovanni Eccher                                   | Giovanni Eccher                                   | Gianni Sedioli, Marco Verni |
| 30 | Le creature del buio             | marzo 2018    | Francesco Testi                                   | Francesco Testi                                   | Emanuele Barison |
| 31 | Il libro delle ombre             | marzo 2019    | Mirko Perniola                                    | Mirko Perniola                                    | Fabrizio Russo |
| 32 | La valle dell'Eden               | aprile 2020   | Riccardo Secchi                                   | Riccardo Secchi                                   | Marcello Mangiantini |
| 33 | Ritorno alla casa del terrore    | aprile 2021   | Moreno Burattini                                  | Moreno Burattini                                  | Giorgio Sommacal, Stefano Voltolini |
| 34 | Vulture Peak                     | aprile 2022   | Antonio Zamberletti                               | Antonio Zamberletti                               | Stefano Di Vitto |
| 35 | Il battello dei misteri          | ottobre 2022  | Moreno Burattini, Guido Nolitta, Yannis Ginosatis | Moreno Burattini, Guido Nolitta, Yannis Ginosatis | Gianni Sedioli, Marco Verni, Walter Venturi, Michela Cacciatore, Francesco Bonanno, Marcello Mangiantini, Domenico e Stefano Di Vitto, Raffaele Della Monica, Gallieno Ferri, Yannis Ginosatis |
| 36 | I predoni del Nord               | aprile 2023   | Jacopo Rauch                                      | Jacopo Rauch                                      | Stefano Di Vitto |
| 37 | I monti della solitudine         | ottobre 2023  | Jacopo Rauch, Moreno Burattini                    | Jacopo Rauch, Moreno Burattini, Stefano Bidetti   | Stefano Di Vitto, Raffaele Della Monica, Walter Venturi, Marco Verni, Marcello Mangiantini |
| 38 | Il creatore di mostri            | marzo 2024    | Stefano Fantelli                                  | Stefano Fantelli                                  | Marcello Mangiantini |
| 39 | Il re di Cuenca Verde            | ottobre 2024  | Giorgio Pezzin                                    | Giorgio Pezzin                                    | Pini Segna |
| 40 | Manitoba Pearl                   | marzo 2025    | Luca Barbieri                                     | Luca Barbieri                                     | Giuseppe Candita |

Agli speciali sono stati allegati i seguenti volumetti:
- Speciale 1 - Il mondo di Zagor: I trapper (a cura di Stefano Marzorati)
- Speciale 2 - Il mondo di Zagor: Tesori perduti (a cura di Mauro Boselli)
- Speciale 3 - Il mondo di Zagor: Le terre immaginarie (a cura di Mauro Boselli)
- Speciale 4 - Il mondo di Zagor: Gli Indiani d'America (a cura di Moreno Burattini)
- Speciale 5 - Il mondo di Zagor: Gli esploratori del Nord America (a cura di Coedit Tre)
- Speciale 6 - Digging Bill: L'eredità del pirata (testi di Mauro Boselli e Moreno Burattini, disegni di Gallieno Ferri)
- Speciale 7 - Bat Batterton: Il bambino rapito (testi di Moreno Burattini, disegni di Gallieno Ferri)
- Speciale 8 - Guitar Jim: Una canzone per Kimberly (testi di Moreno Burattini, disegni di Gallieno Ferri)
- Speciale 9 - Icaro La Plume: La corsa delle mongolfiere (testi di Moreno Burattini, disegni di Gallieno Ferri)
- Speciale 10 - Trampy: Il colpo della pistola (testi di Moreno Burattini, disegni di Gallieno Ferri)
- Speciale 11 - Ramath: L'ombra di Kalì (testi di Maurizio Colombo, disegni di Raffaele Della Monica)

## Almanacco dell'Avventura
Serie edita fino al 2014 e incentrata a volte sul personaggio di Mister No; dal 2015 cambia formula e testata diventando Avventura Magazine. Tutte le copertine dei numeri dedicati a Zagor vennero realizzate da Gallieno Ferri. La copertina dell'albo celebrativo del sessantennale di Zagor è stata realizzata da Alessandro Piccinelli.
| Nr. | Titolo                      | Titolo                      | Data           | Pagine | Soggetto         | Sceneggiatura                  | Disegni                            |
| --- | --------------------------- | --------------------------- | -------------- | ------ | ---------------- | ------------------------------ | ---------------------------------- |
| 1   | Sulle piste del Nord        | Sulle piste del Nord        | Ottobre 1996   | 94     | Mauro Boselli    | Mauro Boselli                  | Raffaele Della Monica              |
| 2   | La corsa sul fiume          | La corsa sul fiume          | Ottobre 1998   | 94     | Moreno Burattini | Moreno Burattini               | Raffaele Della Monica              |
| 3   | L'Isola dei Demoni          | L'Isola dei Demoni          | Ottobre 2000   | 110    | Mauro Boselli    | Mauro Boselli                  | Mauro Laurenti                     |
| 4   | Zanne insanguinate          | Zanne insanguinate          | Novembre 2001  | 110    | Moreno Burattini | Moreno Burattini               | Alessandro Chiarolla               |
| 5   | Lo Sciamano Bianco          | Lo Sciamano Bianco          | Ottobre 2002   | 112    | Moreno Burattini | Moreno Burattini               | Marco Verni                        |
| 6   | Il puma sacro               | Il puma sacro               | Settembre 2003 | 110    | Alessandro Russo | Alessandro Russo               | Cesare Colombi                     |
| 7   | L'uomo venuto dalla pioggia | L'uomo venuto dalla pioggia | Ottobre 2004   | 94     | Salvatore Cuna   | Diego Cajelli Maurizio Colombo | Michele Rubini                     |
| 8   | Il tesoro di Digging Bill   | Il tesoro di Digging Bill   | Ottobre 2005   | 94     | Luigi Mignacco   | Luigi Mignacco                 | Paolo Bisi                         |
| 9   | La lettera insanguinata     | La lettera insanguinata     | Ottobre 2006   | 94     | Diego Cajelli    | Diego Cajelli                  | Alessandro Chiarolla               |
| 10  | Uomini nella tempesta       | Uomini nella tempesta       | Ottobre 2007   | 94     | Jacopo Rauch     | Jacopo Rauch                   | Roberto D'Arcangelo                |
| 11  | Il mostro della Luna Nera   | Il mostro della Luna Nera   | Ottobre 2008   | 94     | Luigi Mignacco   | Luigi Mignacco                 | Alessandro Chiarolla               |
| 12  | Nessuna pietà per Coleman   | Nessuna pietà per Coleman   | Ottobre 2009   | 94     | Diego Cajelli    | Diego Cajelli                  | Roberto D'Arcangelo                |
| 13  | Il dottor Knox              | Il dottor Knox              | Ottobre 2010   | 94     | Mirko Perniola   | Mirko Perniola                 | Alessandro Chiarolla               |
| 14  | Il vascello fantasma        | Il vascello fantasma        | Ottobre 2011   | 94     | Jacopo Rauch     | Jacopo Rauch                   | Oliviero Gramaccioni               |
| -   | Zagor 60 Magazine           | La palude di Mo-Hi-La       | Novembre 2021  | 224    | Moreno Burattini | Moreno Burattini               | Arturo Lozzi                       |
| -   | Zagor 60 Magazine           | Il bracciale di pelle       | Novembre 2021  | 224    | Jacopo Rauch     | Jacopo Rauch                   | Walter Venturi                     |
| -   | Zagor 60 Magazine           | L’Avvoltoio                 | Novembre 2021  | 224    | Guido Nolitta    | Guido Nolitta                  | Gallieno Ferri (colori GFB Comics) |

## Maxi Zagor
Le copertine vennero realizzate da Gallieno Ferri fino al n. 28 del marzo 2016 e poi da Alessandro Piccinelli.
| Nr. | Titolo                                          | Data di pubblicazione | Soggetto e sceneggiatura                                                                | Disegni |
| --- | ----------------------------------------------- | --------------------- | --------------------------------------------------------------------------------------- | --- |
| 1   | La Valle del Vento                              | luglio 2000           | Aldo Siciliano                                                                          | Alessandro Chiarolla |
| 1   | L'orribile maledizione                          | luglio 2000           | Moreno Burattini                                                                        | Alessandro Chiarolla |
| 2   | La lunga marcia                                 | luglio 2001           | Moreno Burattini                                                                        | Alessandro Chiarolla |
| 3   | L'uomo dalla maschera nera                      | luglio 2002           | Francesco Moretti                                                                       | Franco Donatelli |
| 3   | L'ombra sul sole                                | luglio 2002           | Moreno Burattini                                                                        | Franco Donatelli Roberto D'Arcangelo                                                                                              |
| 4   | Il forte abbandonato                            | luglio 2003           | Moreno Burattini                                                                        | Gaetano Cassaro |
| 5   | Incubo sul mare                                 | luglio 2004           | Luigi Mignacco                                                                          | Gaetano Cassaro Gaspare Cassaro                                                                                                   |
| 6   | Agenti segreti                                  | luglio 2005           | Moreno Burattini                                                                        | Gianni Sedioli |
| 7   | Marines!                                        | agosto 2006           | Ade Capone                                                                              | Raffaele Della Monica |
| 8   | Uomini in guerra                                | marzo 2007            | Moreno Burattini                                                                        | Giuseppe Prisco |
| 9   | La montagna di fuoco                            | agosto 2007           | Moreno Burattini                                                                        | Gaetano Cassaro Gaspare Cassaro                                                                                                   |
| 10  | Corsa mortale                                   | agosto 2008           | Mirko Perniola                                                                          | Gianni Sedioli |
| 11  | L'ira di Tonka                                  | gennaio 2009          | Moreno Burattini                                                                        | Massimo Pesce |
| 12  | Le Aquile del Nord                              | agosto 2009           | Ade Capone                                                                              | Marcello Mangiantini |
| 13  | Il vendicatore nero                             | gennaio 2010          | Luigi Mignacco                                                                          | Mauro Laurenti |
| 14  | L'uomo nel mirino                               | agosto 2010           | Moreno Burattini                                                                        | Gianni Sedioli |
| 15  | La banda aerea                                  | gennaio 2011          | Moreno Burattini                                                                        | Domenico e Stefano Di Vitto |
| 16  | Nelle terre dei Dakotas                         | luglio 2011           | Luigi Mignacco                                                                          | Marcello Mangiantini |
| 17  | Il mistero dell'isola                           | gennaio 2012          | Moreno Burattini                                                                        | Alessandro Chiarolla |
| 18  | La prigione sul lago                            | luglio 2012           | Luigi Mignacco                                                                          | Domenico e Stefano Di Vitto |
| 19  | I sabotatori                                    | gennaio 2013          | Ade Capone                                                                              | Gaetano e Gaspare Cassaro |
| 20  | I padroni delle tempeste                        | luglio 2013           | Vittorio Sossi e Moreno Burattini                                                       | Alessandro Chiarolla |
| 21  | Spedizione di soccorso                          | gennaio 2014          | Jacopo Rauch                                                                            | Gianni Sedioli |
| 22  | Il varco tra i millenni                         | luglio 2014           | Moreno Burattini                                                                        | Esposito Bros |
| 23  | La legione degli assassini                      | gennaio 2015          | Antonio Zamberletti                                                                     | Alessandro Chiarolla |
| 24  | La pista della speranza                         | maggio 2015           | Moreno Burattini                                                                        | Oliviero Gramaccioni |
| 25  | La nuova follia di Verybad                      | settembre 2015        | Roberto Altariva                                                                        | Marcello Mangiantini |
| 26  | Bersaglio: Bat Batterton!                       | gennaio 2016          | Luigi Mignacco                                                                          | Gaetano e Gaspare Cassaro |
| 27  | L'uomo che vedeva il futuro                     | maggio 2016           | Roberto Altariva                                                                        | Domenico e Stefano Di Vitto |
| 27  | I rinnegati                                     | maggio 2016           | Antonio Zamberletti                                                                     | Domenico e Stefano Di Vitto |
| 28  | Gli uccisori di indiani                         | settembre 2016        | Moreno Burattini                                                                        | Giuseppe Prisco |
| 29  | Le strade di New York                           | gennaio 2017          | Moreno Burattini                                                                        | Marcello Mangiantini |
| 30  | Il segreto dei Druidi                           | maggio 2017           | Antonio Zamberletti                                                                     | Marco Torricelli |
| 31  | I racconti di Darkwood                          | settembre 2017        | Moreno Burattini, Marcello Toninelli, Gabriella Contu, Paolo Di Orazio e Luigi Mignacco | Raffaele Della Monica, Romeo Toffanetti, Marcello Mangiantini, Gianni Sedioli, Dante Bastianoni e Lola Airaghi                    |
| 32  | Terre fredde                                    | gennaio 2018          | Jacopo Rauch                                                                            | Domenico e Stefano Di Vitto |
| 33  | I cosacchi dello Yukon                          | maggio 2018           | Mirko Perniola                                                                          | Marcello Mangiantini |
| 34  | Aquila Nera                                     | settembre 2018        | Jacopo Rauch                                                                            | Gianni Sedioli |
| 35  | I racconti di Darkwood: Brividi da Altrove      | gennaio 2019          | Moreno Burattini, Luca Barbieri, Adriano Barone, Andrea Cavaletto e Diego Paolucci      | Stefano Voltolini, Esposito Bros, Luigi Piccato, Renato Riccio, Paolo Bisi, Marcello Mangiantini, Emanuele Barison e Enzo Troiano |
| 36  | I mandriani                                     | maggio 2019           | Moreno Burattini                                                                        | Oliviero Gramaccioni |
| 37  | I racconti di Darkwood: I tamburi della foresta | settembre 2019        | Moreno Burattini, Giovanni Eccher, Francesco Testi, Mirko Perniola e Roberto Altariva   | Stefano Voltolini, Val Romeo, Max Bertolini, Marco Torricelli, Sal Velluto, Luca Pozza e Luca Corda                               |
| 38  | I disertori di Fort Kenton                      | gennaio 2020          | Mirko Perniola                                                                          | Raffaele Della Monica |
| 39  | I racconti di Darkwood: Lungo il fiume          | maggio 2020           | Moreno Burattini, Bruno Enna, Stefano Fantelli, Luca Barbieri, Antonio Zamberletti      | Stefano Voltolini, Walter Venturi, Alessandro Chiarolla, Oskar, Luigi Coppola, Emanuele Barison, Cristiano Spadavecchia           |
| 40  | Sezione Omega                                   | settembre 2020        | Antonio Zamberletti                                                                     | Gianni Sedioli |
| 41  | La nave fantasma                                | gennaio 2021          | Antonio Zamberletti                                                                     | Alessandro Chiarolla |

## Zagor più
Le copertine sono realizzate da Alessandro Piccinelli.
| Nr. | Titolo                                            | Pubblicato il    | Soggetto e sceneggiatura                                                                | Disegni                                                                                          |
| --- | ------------------------------------------------- | ---------------- | --------------------------------------------------------------------------------------- | ------------------------------------------------------------------------------------------------ |
| 1   | I racconti di Darkwood: Le storie di Molti Occhi  | 20 maggio 2021   | Moreno Burattini, Thomas Pistoia, Tito Faraci, Nicola Venanzetti, Edoardo Röhl          | Stefano Voltolini, Luca Pozza, Luca Corda, Walter Venturi, Esposito bros, Davide Perconti        |
| 2   | La palude dei misteri                             | 21 agosto 2021   | Antonio Zamberletti                                                                     | Alessandro Chiarolla                                                                             |
| 3   | I racconti di Darkwood: Il raduno dei trappers    | 20 novembre 2021 | Moreno Burattini, Luigi Mignacco, Luca Laca Montagliani, Marcello Bondi, Diego Paolucci | Stefano Voltolini, Walter Trono, Arturo Lozzi, Antonella Vicari, Luca Dell'Uomo                  |
| 4   | L'acqua che urla                                  | 22 febbraio 2022 | Luca Barbieri                                                                           | Emanuele Barison                                                                                 |
| 5   | I racconti di Darkwood: Le storie di "Guitar" Jim | 21 maggio 2022   | Moreno Burattini, Mirko Perniola, Riccardo Secchi, Francesco Matteuzzi                  | Stefano Voltolini, Mauro Laurenti, Alessandro Chiarolla, Fabrizio De Fabritiis, Dante Bastianoni |
| 6   | La fratellanza infernale                          | 20 agosto 2022   | Zamberletti Antonio                                                                     | Marcello Mangiantini                                                                             |
| 7   | I racconti di Darkwood: La macchina del tempo     | 22 novembre 2022 | Antonio Serra, Francesco Testi, Antonio Zamberletti, Moreno Burattini                   | Stefano Voltolini, Raffaele Della Monica, Marco Torricelli, Paolo Bisi, Fabiano Ambu             |
| 8   | La maschera del diavolo                           | 22 febbraio 2023 | Alessandro Russo                                                                        | Esposito bros                                                                                    |
| 9   | I racconti di Darkwood: Lo Spirito del Lupo       | 20 maggio 2023   | Gabriella Contu, Francesco Testi, Emanuele Mosca, Moreno Burattini                      | Stefano Voltolini, Giuseppe Candita, Franco Devescovi, Max Bertolini, Roberto Diso               |
| 10  | Ritorno a Paradise Gate                           | 22 agosto 2023   | Francesco Testi                                                                         | Alessandro Chiarolla                                                                             |
| 11  | I racconti di Darkwood: Le storie di Drunky Duck  | 22 novembre 2023 | Moreno Burattini, Davide Rigamonti, Alessandro Russo, Giovanni Eccher                   | Stefano Voltolini, Esposito bros, Elisabetta Barletta, Max Bertolini, Gino Vercelli              |
| 12  | Il cuore di Manito                                | 22 febbraio 2024 | Luca Barbieri                                                                           | Emanuele Barison                                                                                 |
| 13  | I racconti di Darkwood: Le storie di Trampy       | 21 maggio 2024   | Moreno Burattini, Samuel Marolla, Luigi Mignacco, Giovanni Eccher                       | Stefano Voltolini, Paolo Bisi, Luigi Merati, Giuseppe Candita, Patrizia Mandanici                |
| 14  | Ritorno nella città nascosta                      | 22 agosto 2024   | Tito Faraci                                                                             | Gianni Sedioli                                                                                   |
| 15  | I racconti di Darkwood: Sopra l'abisso            | 22 novembre 2024 | Moreno Burattini, Marcello Bondi, Francesco Testi, Stefano Fantelli                     | Stefano Voltolini, Marco Verni, Cristiano Spadavecchia, Giuliano Piccininno, Marco Villa         |
| 16  | Wyandot!                                          | 22 febbraio 2025 | Jacopo Rauch                                                                            | Stefano Di Vitto                                                                                 |
| 17  | I raccondi di Darkwood: Hellburgh                 | 22 maggio 2025   | Stefano Fantelli, Moreno Burattini, Enrico Lotti, Alessandro Mainardi                   | Rodolfo Torti, Alessandro Chiarolla, Alessandro Nespolino                                        |

## Speciale Cico
Le copertine vennero realizzate da Gallieno Ferri fino al n. 27. La copertina del n. 28 è stata realizzata da Marco Verni.
| n. | Titolo                      | Data di pubblicazione | Soggetto e sceneggiatura | Disegni                                          |
| -- | --------------------------- | --------------------- | ------------------------ | ------------------------------------------------ |
| 1  | Cico Story                  | giugno 1979           | Guido Nolitta            | Gallieno Ferri                                   |
| 2  | AmericanCico                | giugno 1980           | Guido Nolitta            | Gallieno Ferri                                   |
| 3  | Un pellerossa chiamato Cico | giugno 1981           | Guido Nolitta            | Gallieno Ferri                                   |
| 4  | Cico sceriffo               | luglio 1982           | Guido Nolitta            | Gallieno Ferri                                   |
| 5  | FantaCico                   | ottobre 1983          | Guido Nolitta            | Gallieno Ferri                                   |
| 6  | Horror Cico                 | maggio 1990           | Tiziano Sclavi           | Francesco Gamba                                  |
| 7  | Cico trapper                | maggio 1991           | Moreno Burattini         | Francesco Gamba                                  |
| 8  | Cico conquistador           | maggio 1992           | Moreno Burattini         | Francesco Gamba                                  |
| 9  | Cico cavernicolo            | maggio 1993           | Moreno Burattini         | Francesco Gamba                                  |
| 10 | Cico cercatore d'oro        | giugno 1994           | Moreno Burattini         | Francesco Gamba                                  |
| 11 | Cico detective              | giugno 1995           | Moreno Burattini         | Francesco Gamba                                  |
| 12 | Cico sull'isola del tesoro  | dicembre 1995         | Moreno Burattini         | Francesco Gamba                                  |
| 13 | Cico bandito                | giugno 1996           | Moreno Burattini         | Francesco Gamba                                  |
| 14 | Cico galeotto               | dicembre 1996         | Moreno Burattini         | Francesco Gamba                                  |
| 15 | River Cico                  | giugno 1997           | Moreno Burattini         | Francesco Gamba                                  |
| 16 | Cico archeologo             | dicembre 1997         | Moreno Burattini         | Francesco Gamba                                  |
| 17 | Cico soldato                | giugno 1998           | Moreno Burattini         | Francesco Gamba                                  |
| 18 | Cico paladino               | dicembre 1998         | Moreno Burattini         | Francesco Gamba                                  |
| 19 | Cico giornalista            | giugno 1999           | Moreno Burattini         | Francesco Gamba                                  |
| 20 | Cico agente segreto         | maggio 2000           | Moreno Burattini         | Francesco Gamba                                  |
| 21 | Un'eredità per Cico         | giugno 2001           | Tito Faraci              | Francesco Gamba                                  |
| 22 | Cico esploratore            | maggio 2002           | Moreno Burattini         | Francesco Gamba                                  |
| 23 | Cico moschettiere           | maggio 2003           | Tito Faraci              | Francesco Gamba                                  |
| 24 | Cico cowboy                 | maggio 2004           | Moreno Burattini         | Francesco Gamba                                  |
| 25 | Cico pioniere               | maggio 2005           | Moreno Burattini         | Francesco Gamba                                  |
| 26 | Cico rivoluzionario         | giugno 2006           | Moreno Burattini         | Francesco Gamba                                  |
| 27 | Cico & Company              | aprile 2007           | Moreno Burattini         | Francesco Gamba                                  |
| 28 | Provaci ancora Cico         | giugno 2021           | Moreno Burattini         | Stefano Voltolini, Marco Verni e Gaetano Cassaro |

## Zagor - albo gigante
Le copertine vennero realizzate da Gallieno Ferri.
| Nr. | Titolo                        | Data di pubblicazione | Soggetto e sceneggiatura | Disegni          |
| --- | ----------------------------- | --------------------- | ------------------------ | ---------------- |
| 1   | Il castello nel cielo         | maggio 2011           | Moreno Burattini         | Marco Torricelli |
| 2   | L'uomo che sconfisse la morte | maggio 2012           | Moreno Burattini         | Marco Verni      |
| 3   | La storia di Betty Wilding    | maggio 2013           | Moreno Burattini         | Gallieno Ferri   |

## Color Zagor
| Nr. | Titolo                          | Data di pubblicazione | Soggetto                          | Sceneggiatura                     | Disegni                                      | Colori     | Copertina             |
| --- | ------------------------------- | --------------------- | --------------------------------- | --------------------------------- | -------------------------------------------- | ---------- | --------------------- |
| 1   | I fantasmi del capitano Fishleg | agosto 2013           | Moreno Burattini                  | Jacopo Rauch                      | Walter Venturi                               |            | Gallieno Ferri        |
| 2   | Il ritorno di Guthrum           | agosto 2014           | Jacopo Rauch                      | Jacopo Rauch                      | Gianni Sedioli                               | GFB Comics | Gallieno Ferri        |
| 3   | Il passato di "Guitar" Jim      | agosto 2015           | Moreno Burattini                  | Moreno Burattini                  | Bane Kerac                                   | GFB Comics | Gallieno Ferri        |
| 4   | Il segreto del colonnello Perry | agosto 2016           | Antonio Zamberletti               | Antonio Zamberletti               | Domenico e Stefano Di Vitto                  | GFB Comics | Gallieno Ferri        |
| 5   | L'antica maledizione            | Agosto 2017           | Jacopo Rauch                      | Jacopo Rauch                      | Gallieno Ferri, Gianni Sedioli e Marco Verni | GFB Comics | Alessandro Piccinelli |
| 6   | Spettri per "Digging" Bill      | Dicembre 2017         | Samuel Marolla                    | Samuel Marolla                    | Paolo Bisi                                   | GFB Comics | Alessandro Piccinelli |
| 7   | La giustizia di Wandering Fitzy | Agosto 2018           | Giorgio Giusfredi                 | Giorgio Giusfredi                 | Mauro Laurenti                               | GFB Comics | Alessandro Piccinelli |
| 8   | La minaccia dei Morb            | Dicembre 2018         | Tito Faraci                       | Tito Faraci                       | Walter Venturi                               | Mad Cow    | Alessandro Piccinelli |
| 9   | La vendetta di Gambit           | Agosto 2019           | Jacopo Rauch                      | Jacopo Rauch                      | Massimo Pesce                                | GFB Comics | Alessandro Piccinelli |
| 10  | Witiko!                         | Dicembre 2019         | Moreno Burattini e Roberto Ravera | Moreno Burattini e Roberto Ravera | Emanuele Barison                             | GFB Comics | Alessandro Piccinelli |
| 11  | Il rapimento di Icaro La Plume  | Agosto 2020           | Mirko Perniola                    | Moreno Burattini e Mirko Perniola | Fabrizio Russo                               | GFB Comics | Alessandro Piccinelli |
| 12  | La missione di Drunky Duck      | Dicembre 2020         | Moreno Burattini                  | Moreno Burattini                  | Bane Kerac                                   | GFB Comics | Alessandro Piccinelli |
| 13  | La prigioniera degli Huron      | Agosto 2021           | Luigi Mignacco                    | Luigi Mignacco                    | Valentina Romeo                              | GFB Comics | Alessandro Piccinelli |
| 14  | Il ritorno di Lapalette         | Dicembre 2021         | Francesco Testi                   | Francesco Testi                   | Alessandro Chiarolla                         | GFB Comics | Alessandro Piccinelli |
| 15  | Acque rosse                     | Agosto 2022           | Alessandro Russo                  | Alessandro Russo                  | Walter Venturi                               | Mad Cow    | Alessandro Piccinelli |
| 16  | La nave volante                 | Dicembre 2022         | Mirko Perniola                    | Mirko Perniola                    | Fabrizio Russo                               | GFB Comics | Alessandro Piccinelli |
| 17  | Il Signore dei cimiteri         | Agosto 2023           | Stefano Fantelli                  | Stefano Fantelli                  | Marcello Mangiantini                         | GFB Comics | Alessandro Piccinelli |
| 18  | La perla misteriosa             | Dicembre 2023         | Samuel Marolla                    | Samuel Marolla                    | Paolo Bisi                                   | GFB Comics | Alessandro Piccinelli |
| 19  | La belva di Amamur              | Agosto 2024           | Alessandro Russo                  | Alessandro Russo                  | Walter Venturi                               | Mad Cow    | Alessandro Piccinelli |
| 20  | Memorie perdute                 | Dicembre 2024         | Moreno Burattini                  | Moreno Burattini                  | Anna Lazzarini                               | GFB Comics | Alessandro Piccinelli |

## Cico a spasso nel tempo
Le copertine vennero realizzate da Walter Venturi.
| Nr. | Titolo                         | Data di pubblicazione | Soggetto e sceneggiatura | Disegni                 | Colori  |
| --- | ------------------------------ | --------------------- | ------------------------ | ----------------------- | ------- |
| 1   | Mai dire Maya                  | Giugno 2017           | Tito Faraci              | Walter Venturi          | Mad Cow |
| 2   | Unno per tutti, tutti per Unno | Luglio 2017           | Tito Faraci              | Giorgio Sommacal        | Mad Cow |
| 3   | Scortesie di corte             | Agosto 2017           | Tito Faraci              | Stefano Voltolini       | Mad Cow |
| 4   | Un genio per caso              | Settembre 2017        | Tito Faraci              | Luca Corda e Luca Pozza | Mad Cow |
| 5   | Una vita da re                 | Ottobre 2017          | Tito Faraci              | Oskar                   | Mad Cow |
| 6   | Scena muta                     | Novembre 2017         | Tito Faraci              | Giuliano Piccininno     | Mad Cow |

## Zagor - Le origini
| Nr. | Titolo              | Data di pubblicazione | Soggetto e sceneggiatura | Disegni                                 | Colori             | Copertina      |
| --- | ------------------- | --------------------- | ------------------------ | --------------------------------------- | ------------------ | -------------- |
| 1   | Clear Water         | maggio 2019           | Moreno Burattini         | Valerio Piccioni e Maurizio Di Vincenzo | Andres Mossa       | Michele Rubini |
| 2   | Il giuramento       | giugno 2019           | Moreno Burattini         | Walter Trono                            | Stefania Aquaro    | Michele Rubini |
| 3   | Il demone cannibale | luglio 2019           | Moreno Burattini         | Giuseppe Candita                        | Alessia Pastorello | Michele Rubini |
| 4   | Furore              | agosto 2019           | Moreno Burattini         | Valerio Piccioni e Maurizio Di Vincenzo | Josie De Rosa      | Michele Rubini |
| 5   | La grotta sacra     | settembre 2019        | Moreno Burattini         | Giovanni Freghieri                      | Luca Saponti       | Michele Rubini |
| 6   | L'eroe di Darkwood  | ottobre 2019          | Moreno Burattini         | Oskar                                   | Oskar              | Michele Rubini |

## Darkwood novels
| Nr. | Titolo                  | Data di Pubblicazione | Soggetto e sceneggiatura | Disegni                                     | Copertina      |
| --- | ----------------------- | --------------------- | ------------------------ | ------------------------------------------- | -------------- |
| 1   | Gli occhi del destino   | giugno 2020           | Moreno Burattini         | Giovanni Freghieri                          | Michele Rubini |
| 2   | Il vento della prateria | luglio 2020           | Moreno Burattini         | Anna Lazzarini                              | Michele Rubini |
| 3   | La Banda dei Métis      | agosto 2020           | Moreno Burattini         | Max Bertolini                               | Michele Rubini |
| 4   | Bersaglio umano         | settembre 2020        | Moreno Burattini         | Massimo Pesce                               | Michele Rubini |
| 5   | Harbour Ranch           | ottobre 2020          | Moreno Burattini         | Franco Saudelli                             | Michele Rubini |
| 6   | Fiore della Notte       | novembre 2020         | Moreno Burattini         | Lola Airaghi, G. Freghieri, Giovanni Talami | Michele Rubini |